# Meftah
Meftah là một đô thị thuộc tỉnh Blida, Algérie. Dân số thời điểm năm 2002 là 52.521 người.